# Samuel Maciejowski
Samuel Maciejowski herbu Ciołek (ur. 15 stycznia 1499(?), zm. 26 października 1550) – biskup chełmski od 1539, płocki od 1541, biskup krakowski od 19 kwietnia 1546, mimo objęcia biskupstwa krakowskiego nie oddał urzędu kanclerza wielkiego koronnego. Powodowało to ostrą krytykę ze strony szlachty, oburzonej łączeniem poważnych urzędów w jednym ręku. Kanonik sandomierski, kanonik krakowski w 1530, kanonik gnieźnieński w 1532, kanonik kielecki, proboszcz w Gołębiu, sekretarz wielki koronny od 1537, sekretarz królewski, Zygmunta I Starego od 1532.

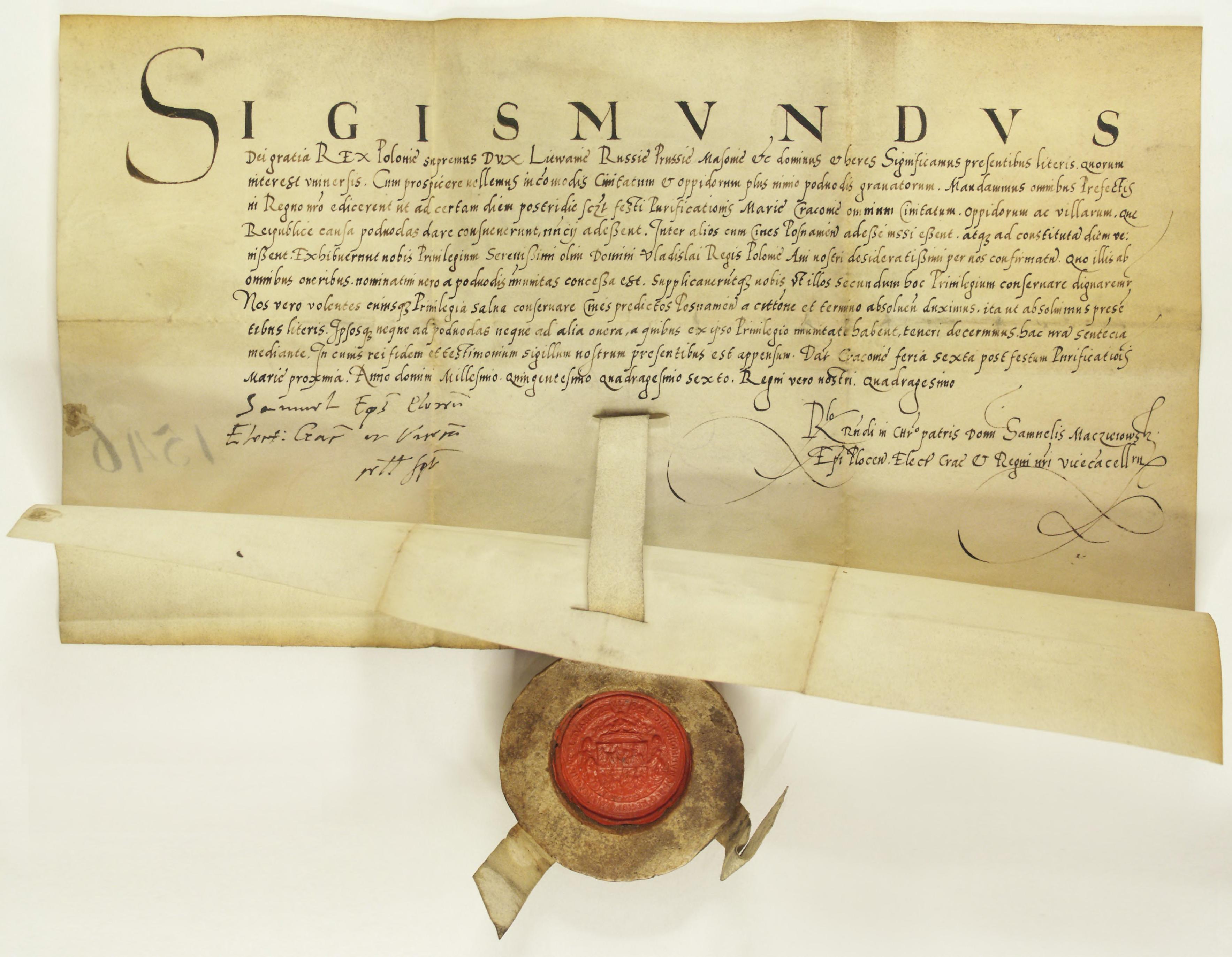
Podpis Samuela Maciejowskiego na dokumencie Zygmunta Starego z 1546 r., zatwierdzającym przywileje dla miasta Poznania (ze zbiorów Archiwum Państwowego w Poznaniu)

## Życiorys
Syn kasztelana czechowskiego i lubelskiego Bernarda i Jadwigi z Podlodowskich. Brat Stanisława (marszałka koronnego), Bernarda (kasztelana lubelskiego i radomskiego) i Urszuli za Janem Leżeńskim. Brat stryjeczny Mikołaja Maciejowskiego.
Karierę rozpoczynał w 1518 jako notariusz w kancelarii króla Zygmunta I Starego. W 1522 został przez biskupa Piotra Tomickiego wysłany na studia do Padwy. W latach 1522–1524 studiował filozofię i retorykę. W latach 1524–1530 dalsze studia kontynuował w Bolonii. Po przyjęciu święceń kapłańskich w 1530 został kanonikiem krakowskim. Był posłem Zygmunta I Starego na sejmik województwa krakowskiego w Proszowicach w latach: 1534 i 1538.
W 1539 został podkanclerzym koronnym.
Stronnik króla Zygmunta Augusta. Kiedy na sejmie ważyły się losy potajemnie zawartego ślubu króla z Barbarą Radziwiłłówną, biskup Maciejowski opowiedział się za sakramentalną ważnością tego małżeństwa. Jako biskup krakowski dbał o poziom wykształcenia kleru, był zwolennikiem łagodnego postępowania wobec innowierców. W 1546 nakazał przeprowadzić wizytację diecezji, która w zamyśle przynajmniej, miała ograniczyć wpływy reformacji, ale z racji na łagodność biskupa cel ten nie został osiągnięty. Zwołał synod diecezjalny w 1547 do Wiślicy. Niestety, uchwały tego synodu nie zachowały się w dokumentach.
Z jego inicjatywy wybudowano w 1547 rezydencję na Białym Prądniku, gdzie gromadził wokół siebie uczonych i poetów. Atmosferę tych naukowych i literackich dysput oddał w Dworzaninie polskim Łukasz Górnicki, zatrudniony jako pisarz w kancelarii biskupa. Sam Maciejowski był doskonałym znawcą łaciny i greki. Przebudował na swoje mauzoleum grobowe kaplicę Matki Boskiej Śnieżnej w katedrze wawelskiej, spoczywa w niej wraz ze swoim bratankiem, również biskupem krakowskim, Bernardem Maciejowskim.